# Carter Payne
Carter Payne (1969) è un'ex sciatrice alpina statunitense.

## Biografia
Specialista delle prove veloci originaria di Aspen, Carter Payne debuttò in campo internazionale in occasione dei Mondiali juniores di Jasná 1985. Fu un talento precoce: ai Campionati statunitensi vinse la medaglia di bronzo nella discesa libera nel 1985 e la medaglia d'argento nella combinata e quella di bronzo nella discesa libera nel 1987; sempre nella stagione 1986-1987 in Coppa Europa fu 4ª nella classifica di discesa libera. Si ritirò al termine di quella stessa stagione 1986-1987, appena diciassettenne, per dedicarsi agli studi; non esordì in Coppa del Mondo né prese parte a rassegne olimpiche o iridate.

## Palmarès

### Coppa Europa
- Miglior piazzamento in classifica generale: 19ª nel 1987

### Campionati statunitensi
- 3 medaglie (dati parziali):
  - 1 argento (combinata[1] nel 1987)
  - 2 bronzi (discesa libera[3] nel 1985; discesa libera[4] nel 1987)